# Radhostice
Radhostice, bis 1924 Radostice, (deutsch Radostitz) ist eine Gemeinde in Tschechien. Sie liegt sechs Kilometer westlich von Vlachovo Březí in Südböhmen und gehört zum Okres Prachatice.

## Geographie

### Lage

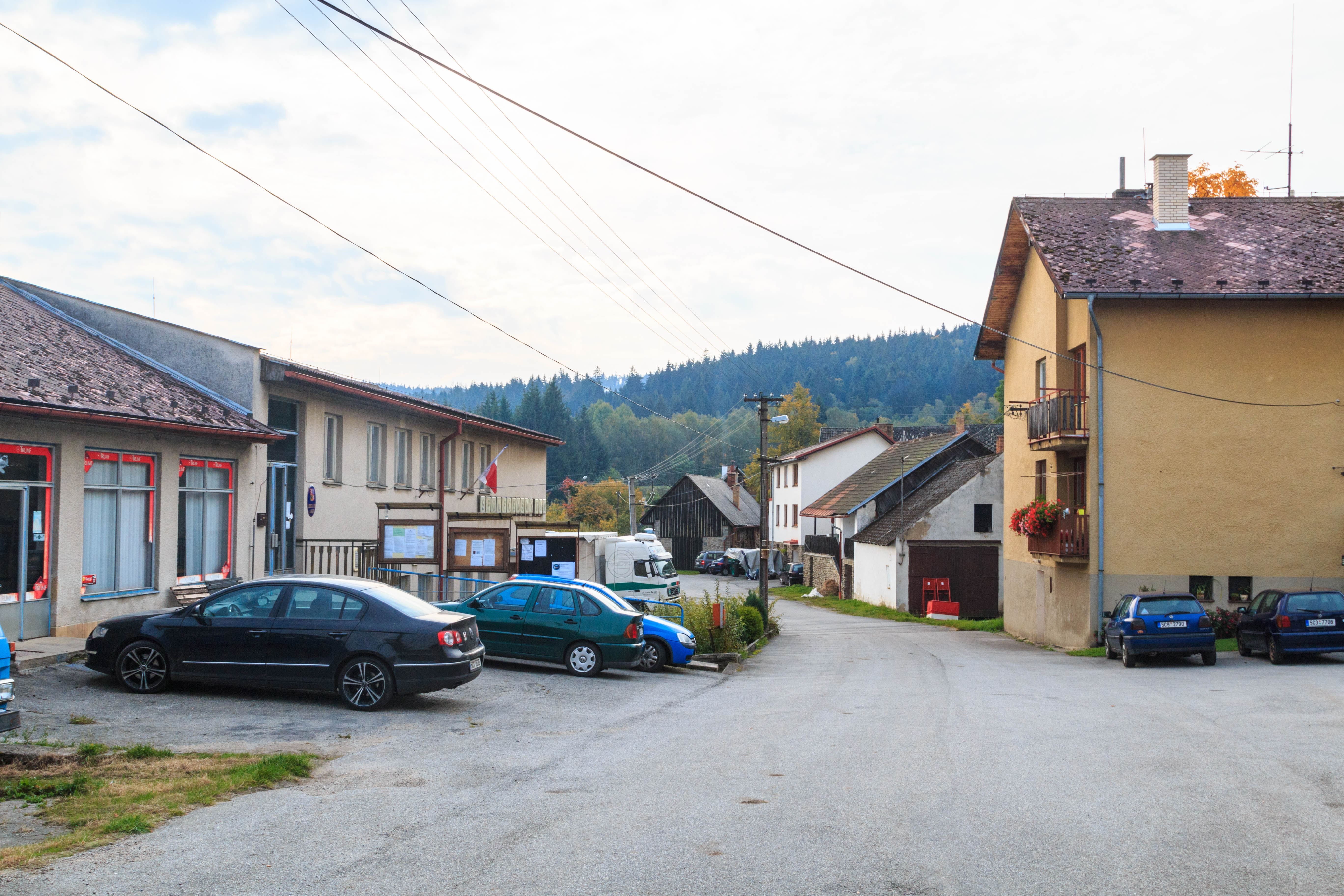
Radhostice – Gemeindeamt

Radhostice befindet sich im Vorland des Böhmerwaldes. Das Dorf liegt linksseitig des Baches Libotyňský potok auf dem Freigebirge Brdo. Gegen Norden entspringt der Radhostický potok. Nördlich erhebt sich der Věnec (Wienec, 765 m), im Nordosten der Bolíkovický vrch (770 m), südlich der Běleč (Meykow, 923 m), im Südwesten der Mářský vrch (907 m) und nordwestlich die Silná hora (735 m).
Nachbarorte sind Lčovice, Havrdův Mlýn, Malenice, Zálezly und Kovanín im Norden, Setěchovice und Bolíkovice im Nordosten, Uhřice, Libotyně und Chlumany im Osten, Dolní Kožlí, Horní Kožlí und Mojkov im Südosten, Kosmo, Lštění und Dvorec im Süden, Svatá Maří und Štítkov im Südwesten, Brdo und Záhoří im Westen sowie Mlaka, Budilov und Hradčany im Nordwesten.

### Gemeindegliederung
Die Gemeinde Radhostice besteht aus den Ortsteilen Dvorec (Dworetz), Libotyně (Libotin), Lštění (Elstin, früher Elschtin) und Radhostice (Radostitz) sowie der Ansiedlung Rejty.
Das Gemeindegebiet gliedert sich in die Katastralbezirke Libotyně, Lštění u Radhostic und Radhostice.

### Nachbargemeinden
| Bošice     | Zálezly                                     |                |
| Svatá Maří | Kompassrose, die auf Nachbargemeinden zeigt | Vlachovo Březí |
| Buk        | Šumavské Hoštice                            | Žárovná        |

## Geschichte
Die erste schriftliche Erwähnung des zum Gut Eltschowitz gehörigen Dorfes erfolgte 1315. Nach der Schlacht am Weißen Berg wurden die Besitzungen der Brüder Adam Bernhard und Bohuslaw Hodejowsky von Hodiegow (Hodĕjovský z Hodĕjova) auf Eltschowitz und Chotietitz wegen Beteiligung am Ständeaufstand konfisziert. Die Böhmische Kammer verkaufte Eltschowitz am 6. Dezember 1622 für 21.000 Meißnische Schock an den kaiserlichen Generalfeldzeugmeister und kurpfälzischen Kämmerer Heinrich Michael Hießerle von Codaw (Jindřich Michal Hýzrle z Chodů). Er besaß die Herrschaft bis zu seinem Tod um 1660. Zu den weiteren Besitzern gehörte ab 1753 die Witwe Amalie Freiin von Sickingen, geborene Gräfin von Althann, ab 1768 Joseph Reichsfreiherr von und zu Sickingen, ab 1785 Franziska Reichsgräfin von und zu Sickingen sowie ab 1805 deren Bruder Franz Reichsgraf von und zu Sickingen. Dieser veräußerte den ererbten Besitz zwar noch im selben Jahre an Joseph Anton Baumbas, kaufte ihn aber bereits 1806 zurück. 1815 verkaufte Franz von und zu Sickingen die Herrschaft an Dorothea Gräfin Rey, geborene Gräfin Breteuil. 1830 erhielt Eugen Wratislaw Graf Netolitzky die Herrschaft Eltschowitz gerichtlich eingeantwortet. Er verkaufte sie 1835 an Joseph Dreßler, der sie zwei Jahre später an Christoph Benda weiterveräußerte. Im Jahre 1840 bestand Radostitz aus 21 Häusern mit 156 tschechischsprachigen Einwohnern. Im Dorf bestand ein Wirtshaus. Pfarrort war Eltschtin (Lštění). Bis zur Mitte des 19. Jahrhunderts blieb das Dorf immer der Allodialherrschaft Eltschowitz samt dem Gut Zalesl untertänig.
Nach der Aufhebung der Patrimonialherrschaften bildete Radhošť/Radostitz ab 1850 einen Ortsteil der Gemeinde Nakvasovice in der Bezirkshauptmannschaft Strakonice und dem Gerichtsbezirk Volyně. Ab 1878 gehörte Radostice als Ortsteil zur Gemeinde Dolní Nakvasovice. 1921 wurde Radostice zur eigenständigen Gemeinde im Bezirk Strakonice. Seit 1924 wird Radhostice als amtlicher Ortsname verwendet. 1949 wurde das Dorf dem neu gebildeten Okres Vimperk zugeordnet. Nach der Aufhebung des Okres Vimperk wurde die Gemeinde 1961 Teil des Okres Prachatice, 1964 erfolgte die Eingemeindung von Libotyně mit Dvorec und Lštění.

## Sehenswürdigkeiten

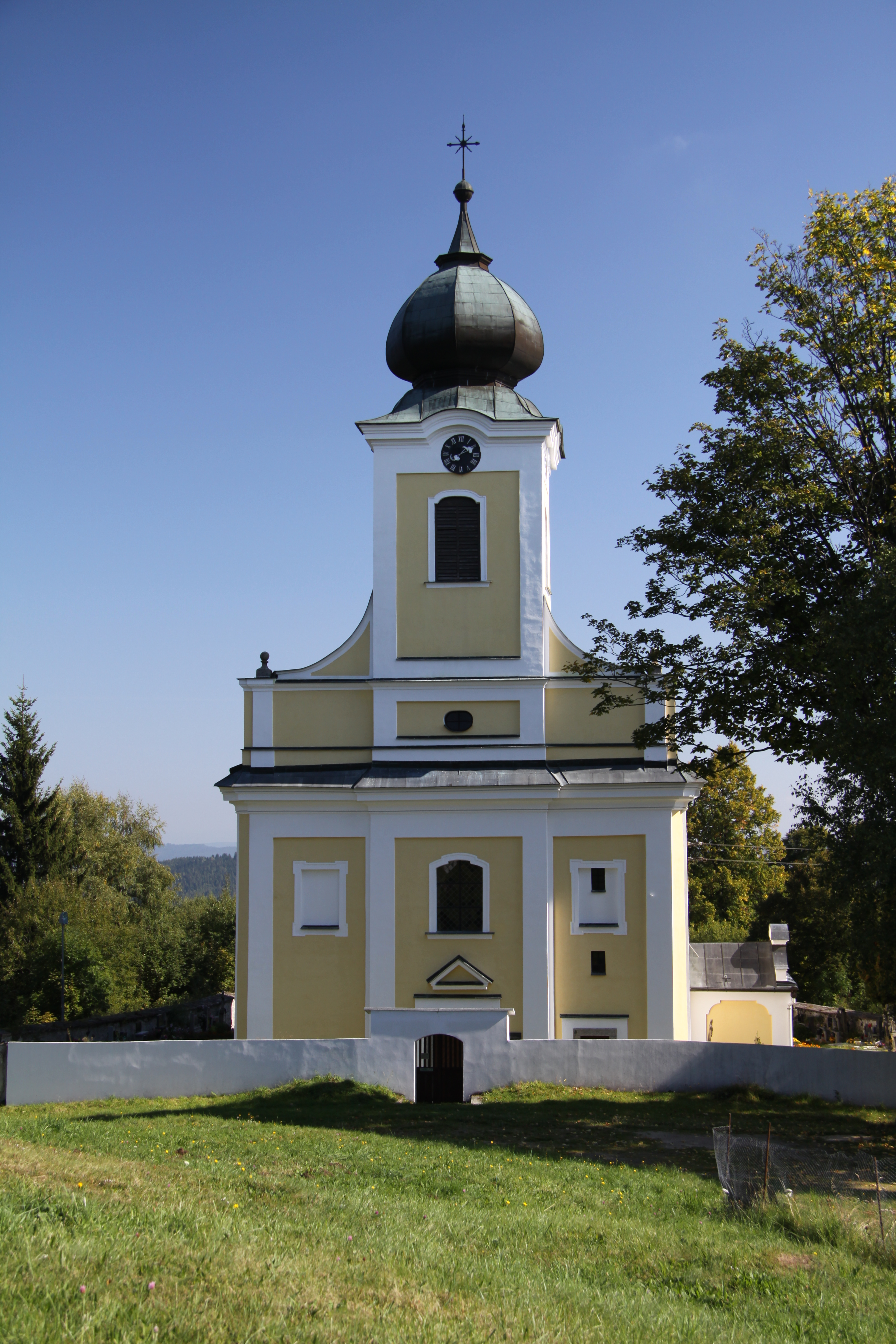
Wallfahrtskirche in Lštění

- keltische Burgstätte Věnec auf dem gleichnamigen Berg. Erhalten ist ein ringförmiger Steinwall, der dem Berg auch seinen Namen (zu deutsch Kranz) gab.
- barocke Wallfahrtskirche des hl. Adalbert in Lštění. Sie entstand 1739–1741 nach Plänen von Anton Erhard Martinelli anstelle eines gotischen Vorgängerbaus aus dem 14. Jahrhundert.
- Pfarrhaus in Lštění. Der 1668 aus Veranlassung des Winterberger Hauptmann Breverius errichtete Bau mit Halbwalmgiebel diente während der Wallfahrten als Unterkunft für prominente Gäste und wurde während Zeiten der Pfarrvakanz auch vermietet. Deshalb wurde es volkstümlich als Herrenhaus (Panský dům) bezeichnet.
- Kapelle der Jungfrau Maria von Klatovy in der Friedhofsmauer von Lštění, erbaut im 18. Jahrhundert
- Friedhof in Lštění. Ein Teil der Friedhofsmauer war früher der Kreuzgang des zum Ende des 19. Jahrhunderts abgebrochenen Klosters.
- Kapelle des hl. Adalbert, auch Dobrá Voda (Gutwasser) genannt, an einer Quelle am Hang südöstlich der Kirche von Lštění. Der 1725 errichtete Ziegelbau mit Schindeldach und pyramidenförmigen Türmchen ersetzte einen Vorgängerbau aus dem 17. Jahrhundert. Der Legende nach soll der Klostergründer Adalbert von Prag aus der Quelle getrunken haben.
- Kapelle in Radhostice
- Kapelle in Libotyně
- Gehöfte im böhmischen Bauernbarockstil in Radhostice, erbaut Mitte des 19. Jahrhunderts von Jakub Bursa